# Gilles Simon (ingénieur)
Pour les articles homonymes, voir Simon.
Gilles Simon, né le 14 juin 1958 à Oujda au Maroc, est un ingénieur et designer français de Formule 1.

## Carrière
Gilles Simon a étudié à l'École des mines, l'une des meilleures écoles d'ingénieurs de France. Diplômé en 1984, il rejoint l'équipe Renault où il travaille en R&D pendant quatre ans. Il est ensuite embauché par Peugeot où il travaille sur le moteur V10 de la marque au lion, qui connaîtra connaître le succès aux 24 Heures du Mans au début des années 1990.
En 1993, Simon suit Jean Todt chez Ferrari, assistant Paolo Martinelli dans le département « Moteur et Électronique ». Après le départ de l'ingénieur italien pour un poste de direction au sein de Fiat, Simon prend la tête du département en octobre 2006. Il quitte son poste en octobre 2009 et est remplacé par Luca Marmorini.
En décembre 2009, le président de la FIA, Jean Todt, révèle que Gilles Simon doit rejoindre un groupe de travail pour étudier les nouvelles énergies et les technologies respectueuses de l'environnement dans le sport automobile.
En juillet 2011, Gilles Simon quitte son poste à la FIA pour rejoindre Propulsion Universelle et Récupération d'Energie (PURE), un nouveau fournisseur de moteurs de F1 qui vise à entrer dans la discipline en 2014.
En 2010, il conseiller auprès de la FIA.
En 2013, Gilles Simon est embauché comme consultant par Honda pour travailler sur leur moteur de Formule 1. Il quitte la marque japonaise en 2017.